# Glückliche Reise (1954)
Glückliche Reise ist ein deutscher Spielfilm von Thomas Engel aus dem Jahr 1954.

## Handlung
Robert Langen und Lutz Steffens haben einen Forschungsauftrag auf der öden Südseeinsel Formitosa zu erledigen, auf der es ihnen im Laufe der Zeit zu langweilig wird. Um ihr Heimweh zu bekämpfen, wollen sie mit jungen Frauen aus der Heimat in Briefwechsel treten und bereits kurze Zeit später erscheint ihre Annonce in einer Hamburger Zeitung. Es dauerte nicht lange, und schon erhielten die beiden die ersten Briefe. Lutz bekam Post von einer Monika Brinkmann, während Roberts Briefpartnerin Eva Gordon hieß. Eine Eva Gordon gab es zwar, die Briefe wurden aber aus einer Laune heraus von Monika geschrieben, ohne dass Eva etwas davon wusste. Dann aber wurden die beiden jungen Wissenschaftler, für kurze Zeit, an ihr Institut nach Hamburg zurückberufen.
Gut gelaunt begeben sie sich gleich nach der Ankunft zu dem Reisebüro in dem Monika arbeitet. Roberts Erwartungen wurden noch übertroffen, was bei einem nebenberuflichen Fotomodell nicht verwunderlich ist. Nur Lutz ist sehr irritiert wie Eva reagiert, als er sie aufspürt. Sie macht einem ersten „Annäherungsversuch“ ein schnelles Ende, denn Dr. Eva Gordon ist mit ihrem Chef, den etwas zerstreuten Mathematikprofessor van Mühlen, verlobt und am nächsten Tag soll bereits die Hochzeit sein. In ihrer Empörung geht Eva zur Polizei um den Missbrauch ihres Namens und Fotos anzuzeigen. Monika bleibt nichts anderes übrig, als den Schwindel zuzugeben und sich bei Eva zu entschuldigen. Diese hat inzwischen festgestellt, dass ihr der freche junge Mann sehr liebenswürdig erscheint und das Schicksal es gut mit ihr meint. Nach einigen kleinen Verwirrungen reisen zwei verliebte Paare nach Formitosa.

## Produktion
Glückliche Reise ist ein Film nach der gleichnamigen Operette von Max Bertuch und Kurt Schwabach, mit der Musik von Eduard Künneke aus dem Jahr 1932. Der gleiche Stoff wurde bereits 1933 von Regisseur Alfred Abel unter demselben Titel verfilmt. Die Produktion erfolgte im Atelier Berlin-Tempelhof, die Außenaufnahmen entstanden in Berlin-Tegel, Hamburg und auf Ibiza. Emil Hasler und Walter Kutz schufen die Bauten, Peter Wehrand war Produktionsleiter. Der Film hatte am 21. Dezember 1954 im Kino Europa in Düsseldorf Premiere. Im Ersten Programm der ARD wurde der Film am 26. November 1962 erstmals gesendet.

## Kritik
Das Lexikon des internationalen Films bezeichnete den Film als durchschnittliche, musikalisch abgestützte Unterhaltung aus den 50er Jahren.
Die Zeitschrift Filmblätter befand, man habe mit „vielen netten Einfällen und spritzigen Dialogen“ um Künnekes Melodien „eine heitere Verwechslungsgeschichte geschrieben.“